# Wolffia columbiana
Wolffia columbiana är en kallaväxtart som beskrevs av Gustav Karl Wilhelm Hermann Karsten. Wolffia columbiana ingår i släktet Wolffia och familjen kallaväxter. Inga underarter finns listade.

## Bildgalleri

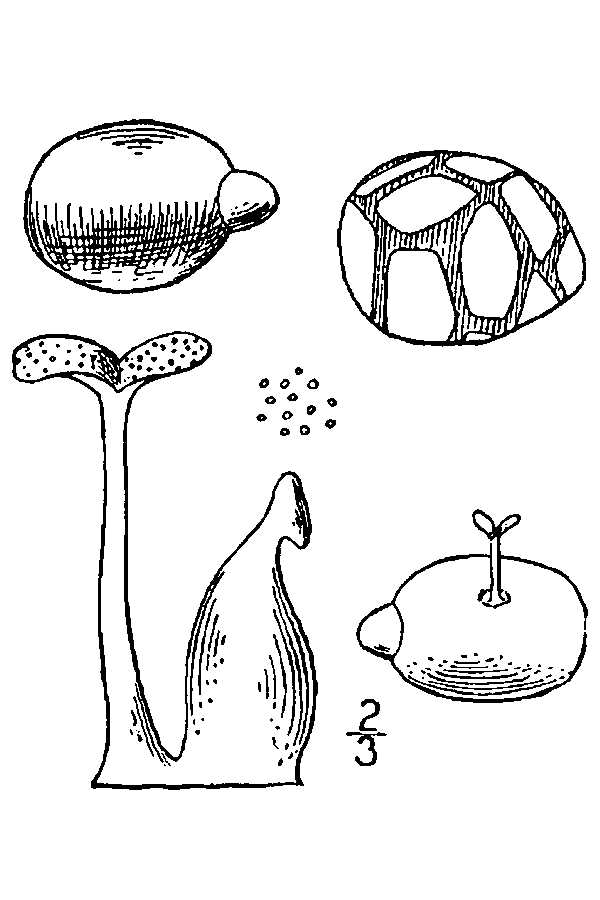